# MTV Video Music Awards 2006
Gli MTV Video Music Awards 2006 si sono svolti il 31 agosto 2006 al Radio City Music Hall di New York. 
Questa 23ª edizione dei premi è stata presentata dall'attore Jack Black, ed è stata la prima nella quale i telespettatori hanno avuto diritto di voto in tutte le categorie legate agli artisti, mentre i vincitori delle categorie tecniche, come miglior regia e miglior montaggio, sono stati scelti da una giuria.
Lo show fu criticato dai fan e dagli spettatori per essere noioso e poco consistente. La cerimonia vide un calo di telespettatori del 28% rispetto agli 8 milioni del 2005, e del 45% rispetto ai 10,3 milioni del 2004.
Shakira e i Red Hot Chili Peppers furono gli artisti a ricevere più nomination: 7 a testa. 
Dopo che Jennifer Lopez annunciò il vincitore del Video dell'anno (i Panic! at the Disco con I Write Sins Not Tragedies), un uomo salì sul palco, s'impossessò del microfono e si presentò come "Sixx". Shakira interpretò Hips Don't Lie assieme a Wyclef Jean. Durante la serata si esibirono inoltre Justin Timberlake, Christina Aguilera e Beyoncé Knowles.

## Esibizioni

### Pre show
- Fergie — "London Bridge"
- My Chemical Romance — "Welcome to the Black Parade"

### Esibizioni dal vivo
- Justin Timberlake (featuring Timbaland) — "My Love"/"SexyBack"
- The Raconteurs
- Ludacris (featuring Pharrell Williams e le Pussycat Dolls) — "Money Maker"
- OK Go — "Here It Goes Again"
- Shakira e Wyclef Jean — "Hips Don't Lie"
- The All-American Rejects — "Move Along"
- Beyoncé — "Ring the Alarm"
- T.I. (featuring Young Dro) — "Shoulder Lean"/"What You Know"
- Panic! at the Disco — "I Write Sins Not Tragedies"
- Busta Rhymes — "Put Your Hands Where My Eyes Could See"
- Missy Elliott — "The Rain (Supa Dupa Fly)"
- Christina Aguilera — "Hurt"
- Tenacious D — "Friendship Song"
- The Killers — "Enterlude"/"When You Were Young"

## Vincitori e candidati
I vincitori sono scritti in grassetto.

### Video dell'anno
- Panic! at the Disco - I Write Sins Not Tragedies
- Christina Aguilera - Ain't No Other Man
- Madonna - Hung Up
- Red Hot Chili Peppers - Dani California
- Shakira (featuring Wyclef Jean) - Hips Don't Lie

### Miglior video maschile
- James Blunt - You're Beautiful
- Busta Rhymes (featuring Lloyd Banks, Mary J. Blige, DMX, Missy Elliott, Papoose & Rah Digga) - Touch It (Remix)
- Nick Lachey - What's Left of Me
- Kanye West (featuring Jamie Foxx) - Gold Digger

### Miglior video femminile
- Kelly Clarkson - Because of You
- Christina Aguilera - Ain't No Other Man
- Nelly Furtado (featuring Timbaland) - Promiscuous
- Madonna - Hung Up
- Shakira (featuring Wyclef Jean) - Hips Don't Lie

### Miglior video di un gruppo
- The All-American Rejects - Move Along
- Fall Out Boy - Dance, Dance
- Gnarls Barkley - Crazy
- Panic! at the Disco - I Write Sins Not Tragedies
- Red Hot Chili Peppers - Dani California

### Miglior video rap
- Chamillionaire - Ridin'
- 50 Cent- Window Shopper
- Busta Rhymes (featuring Lloyd Banks, Mary J. Blige, DMX, Missy Elliott, Papoose & Rah Digga) - Touch It (Remix)
- T.I. - What You Know
- Yung Joc (featuring Nitty) - It's Goin' Down

### Miglior video R&B
- Beyoncé Knowles (featuring Slim Thug & Bun B) - Check on It
- Mary J. Blige - Be Without You
- Chris Brown - Yo (Excuse Me Miss)
- Mariah Carey - Shake It Off
- Jamie Foxx (featuring Ludacris) - Unpredictable

### Miglior video hip-hop
- Black Eyed Peas - My Humps
- Common - Testify
- Daddy Yankee - Rompe
- Three 6 Mafia (featuring Young Buck, 8Ball & MJG) - Stay Fly
- Kanye West (featuring Jamie Foxx) - Gold Digger

### Miglior video dance
- Pussycat Dolls (featuring Snoop Dogg) - Buttons
- Nelly Furtado (featuring Timbaland) - Promiscuous
- Madonna - Hung Up
- Sean Paul - Temperature
- Shakira (featuring Wyclef Jean) - Hips Don't Lie

### Miglior video rock
- A.F.I. - Miss Murder
- Thirty Seconds to Mars - The Kill
- Green Day - Wake Me Up When September Ends
- Panic! at the Disco - I Write Sins Not Tragedies
- Red Hot Chili Peppers - Dani California

### Miglior video pop
- Pink - Stupid Girl
- Christina Aguilera - Ain't No Other Man
- Nelly Furtado feat. Timbaland - Promiscuous
- Madonna - Hung Up
- Shakira feat. Wyclef Jean - Hips Don't Lie

### Miglior artista esordiente
- Avenged Sevenfold - Bat Country
- Angels & Airwaves - The Adventure
- James Blunt - You're Beautiful
- Chris Brown feat. Juelz Santana - Run It!
- Panic! at the Disco - I Write Sins Not Tragedies
- Rihanna - SOS

### Miglior regia
- Gnarls Barkley - Crazy
- 10 Years - Wasteland
- A.F.I. - Miss Murder
- Common - Testify
- Red Hot Chili Peppers - Dani California

### Miglior coreografia
- Shakira feat. Wyclef Jean - Hips Don't Lie
- Christina Aguilera - Ain't No Other Man
- Madonna - Hung Up
- Sean Paul - Temperature
- Pussycat Dolls feat. Snoop Dogg - Buttons

### Miglior effetti speciali
- Missy Elliott - We Run This
- Angels & Airwaves - The Adventure
- Beck - Hell Yes
- Pearl Jam - Life Wasted
- U2 - Original of the Species

### Miglior direzione artistica
- Red Hot Chili Peppers - Dani California
- 10 Years - Wasteland
- Common - Testify
- Panic! at the Disco - I Write Sins Not Tragedies
- Shakira feat. Wyclef Jean - Hips Don't Lie

### Miglior montaggio
- Gnarls Barkley - Crazy
- The All-American Rejects - Move Along
- Angels & Airwaves - The Adventure
- Red Hot Chili Peppers - Dani California
- U2 - Original of the Species

### Miglior fotografia
- James Blunt - You're Beautiful
- A.F.I. - Miss Murder
- Prince - Black Sweat
- Red Hot Chili Peppers - Dani California
- Ashlee Simpson - Invisible

### Premio MTV2
- Thirty Seconds to Mars - The Kill
- Lil Wayne - Fireman
- Taking Back Sunday - MakeDamnSure
- Three 6 Mafia - Stay Fly
- Yung Joc - It's Goin' Down

### Scelta del pubblico
- Fall Out Boy - Dance, Dance
- Chris Brown feat. Juelz Santana - Run It!
- Kelly Clarkson - Because of You
- Rihanna - SOS
- Shakira feat. Wyclef Jean - Hips Don't Lie

### Miglior colonna sonora di un videogioco
- Marc Ecko's Getting Up
- Electroplankton
- Driver: Parallel Lines
- Fight Night Round 3
- NBA 2K6